# Sanssouci

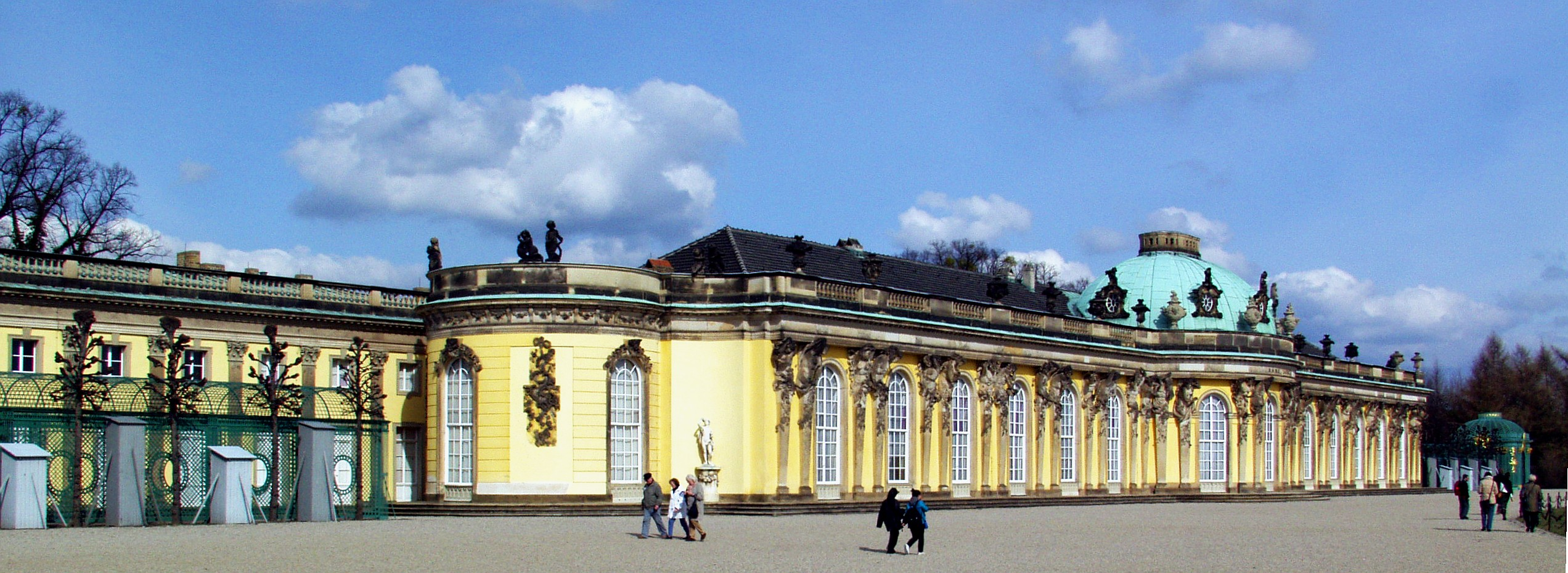
A fachada Sul de Sanssouci.

Sanssouci (em francês: sem preocupação) é o antigo palácio de Verão de Frederico o Grande, Rei da Prússia, em Potsdam, mesmo à saída de Berlim. É frequentemente incluído na lista dos palácios alemães rivais do Palácio de Versalhes. Embora Sanssouci ostente o mais íntimo estilo Rococó e seja muito menor que o seu oponente construído no estilo Barroco Francês, é notável pelos numerosos templos e outras construções de jardim do seu Parque.
Desenhado por Georg Wenzeslaus von Knobelsdorff, entre 1745 e 1747, para suprir a necessidade que Frederico II da Prússia sentia de uma residência privada onde pudesse relaxar longe da pompa e cerimónia da Corte de Berlim, o palácio é pouco mais que uma grande villa de piso único, mais semelhante ao Castelo de Marly que a Versalhes. Contendo apenas dez salas principais, foi construído no alto duma colina aterraçada, localizada no centro do parque. Tão grande foi a influência do gosto pessoal de Frederico no desenho e decoração do palácio que o seu estilo é caracterizado como "Rococó Fredericano". Este monarca encarou o palácio de uma forma tão pessoal que o concebeu como "um lugar que pudesse morrer com ele". Devido a uma discordância sobre a panorâmica do palácio a partir do parque, Knobelsdorff foi despedido em 1746. Jan Bouman, um arquitecto holandês, terminou então o projecto.
Durante o século XIX, o palácio tornou-se residência de Frederico Guilherme IV, o qual empregou o arquitecto Ludwig Persius para restaurar e ampliar o palácio, enquanto Ferdinand von Arnim foi encarregado da melhoria da localidade e, desse modo, das vistas a partir do palácio. A cidade de Potsdam, com os seus palácios, foi um dos locais de residência favoritos da Família Imperial da Alemanha até à queda da dinastia Hohenzollern, em 1918.
Depois da Segunda Guerra Mundial, o palácio tornou-se uma atracção turística na Alemanha Oriental. Foi totalmente mantido com o devido respeito à sua importância histórica e aberto ao público. Depois da Reunificação da Alemanha, em 1990, o desejo final de Frederico II foi realizado: os seus restos mortais regressaram ao seu amado palácio e foram enterrados numa nova sepultura com vistas para os jardins que ele criou. Sanssouci e os seus extensos jardins foram classificados como Património Mundial da Humanidade em 1990, sob a protecção da UNESCO. Em 1995, a Fundação dos Palácios e Jardins Prussianos em Berlim-Brandemburgo foi instituída como protectora de Sanssouci e dos outros palácios imperiais em volta de Berlim. Estes palácios são, actualmente, visitados em cada ano por mais de dois milhões de pessoas vindas de todo o mundo.

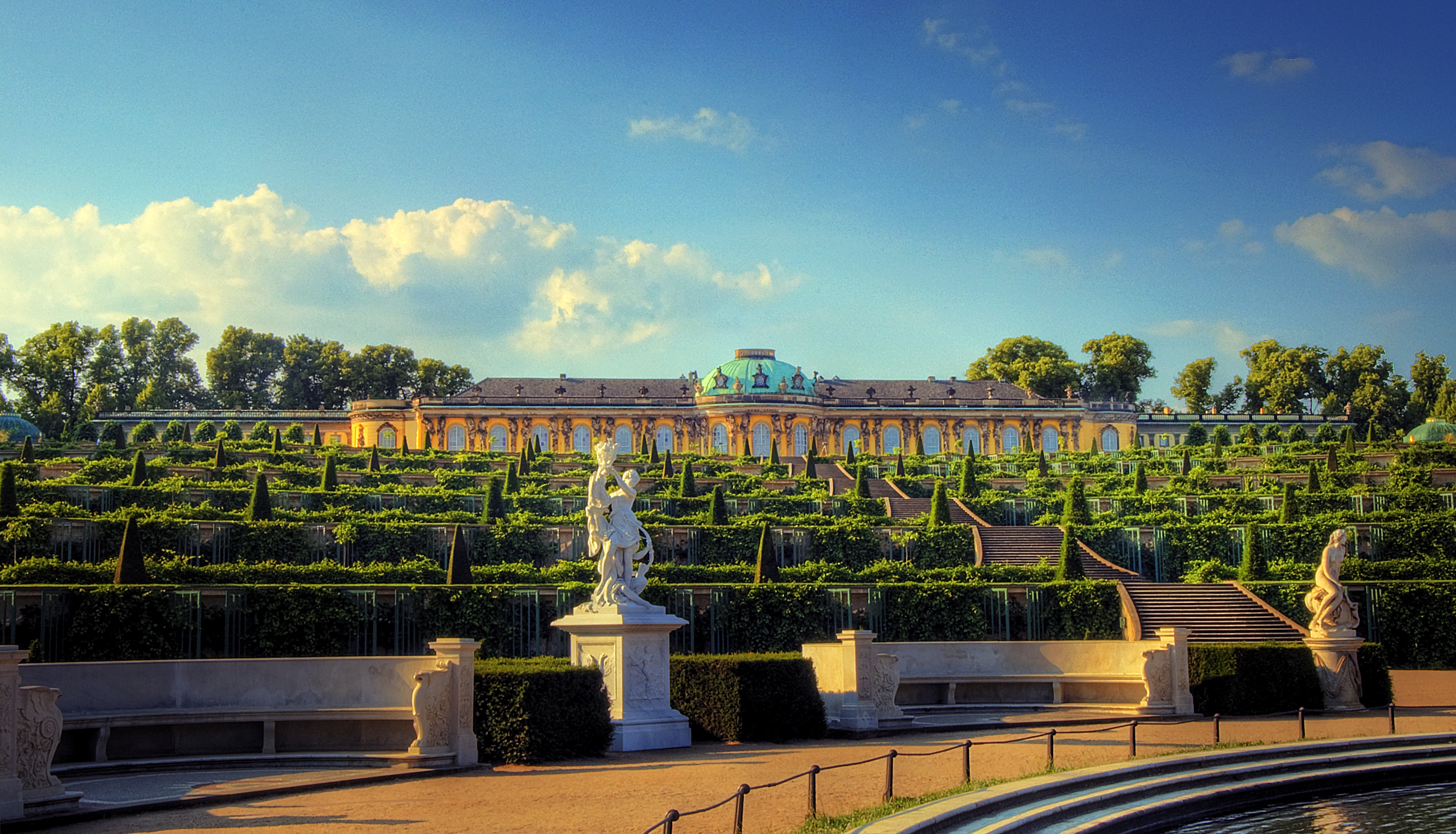
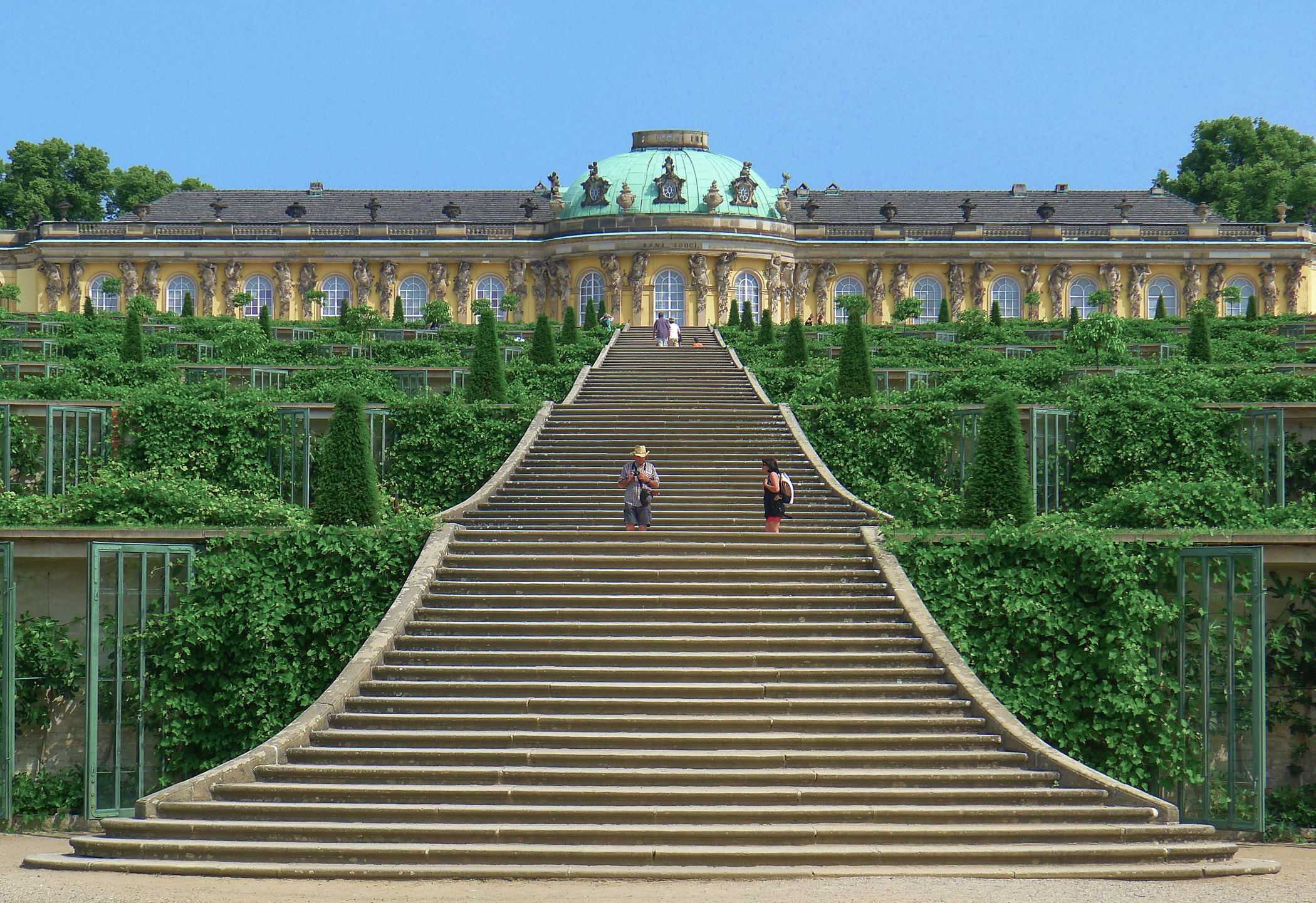
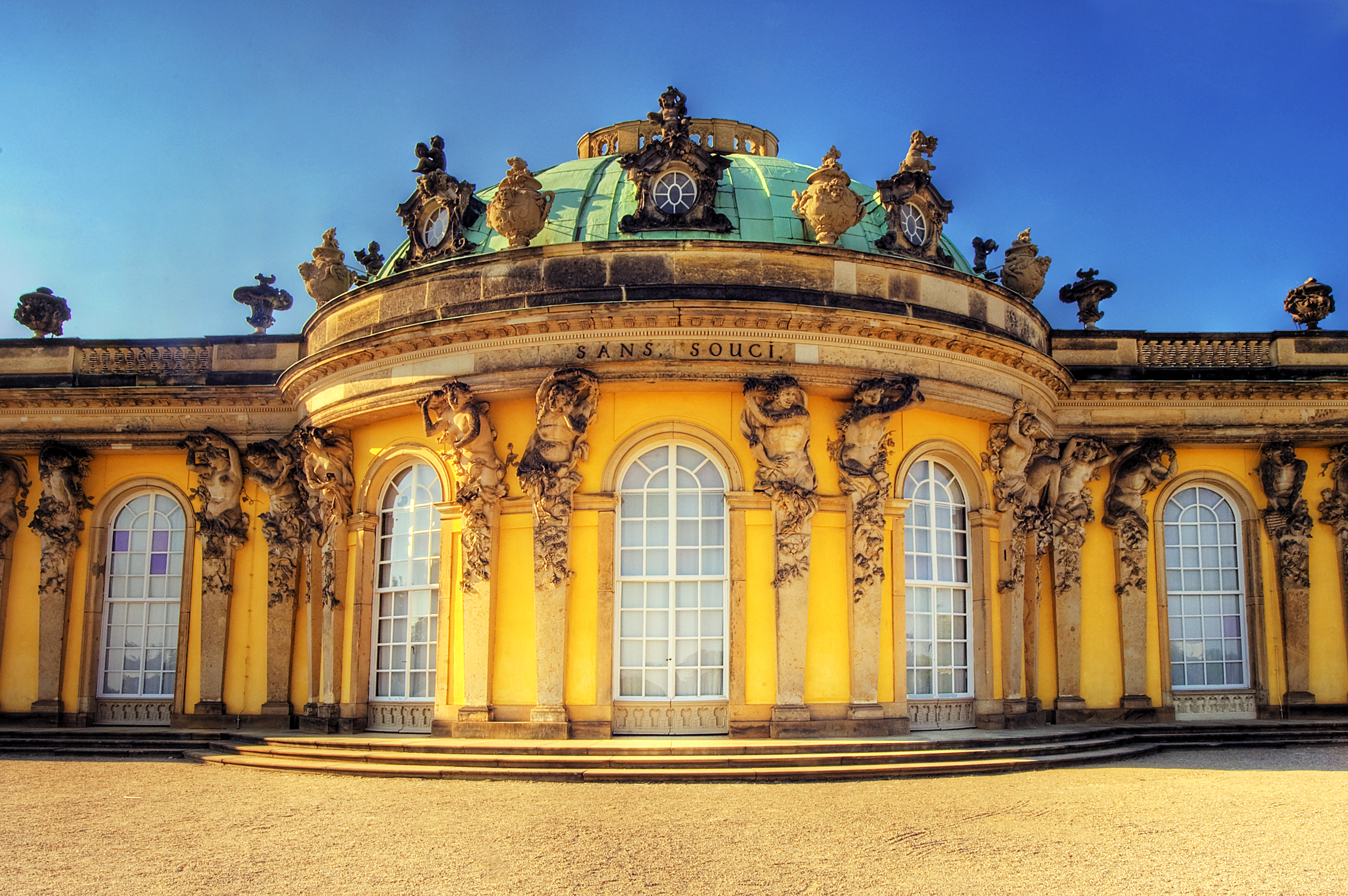
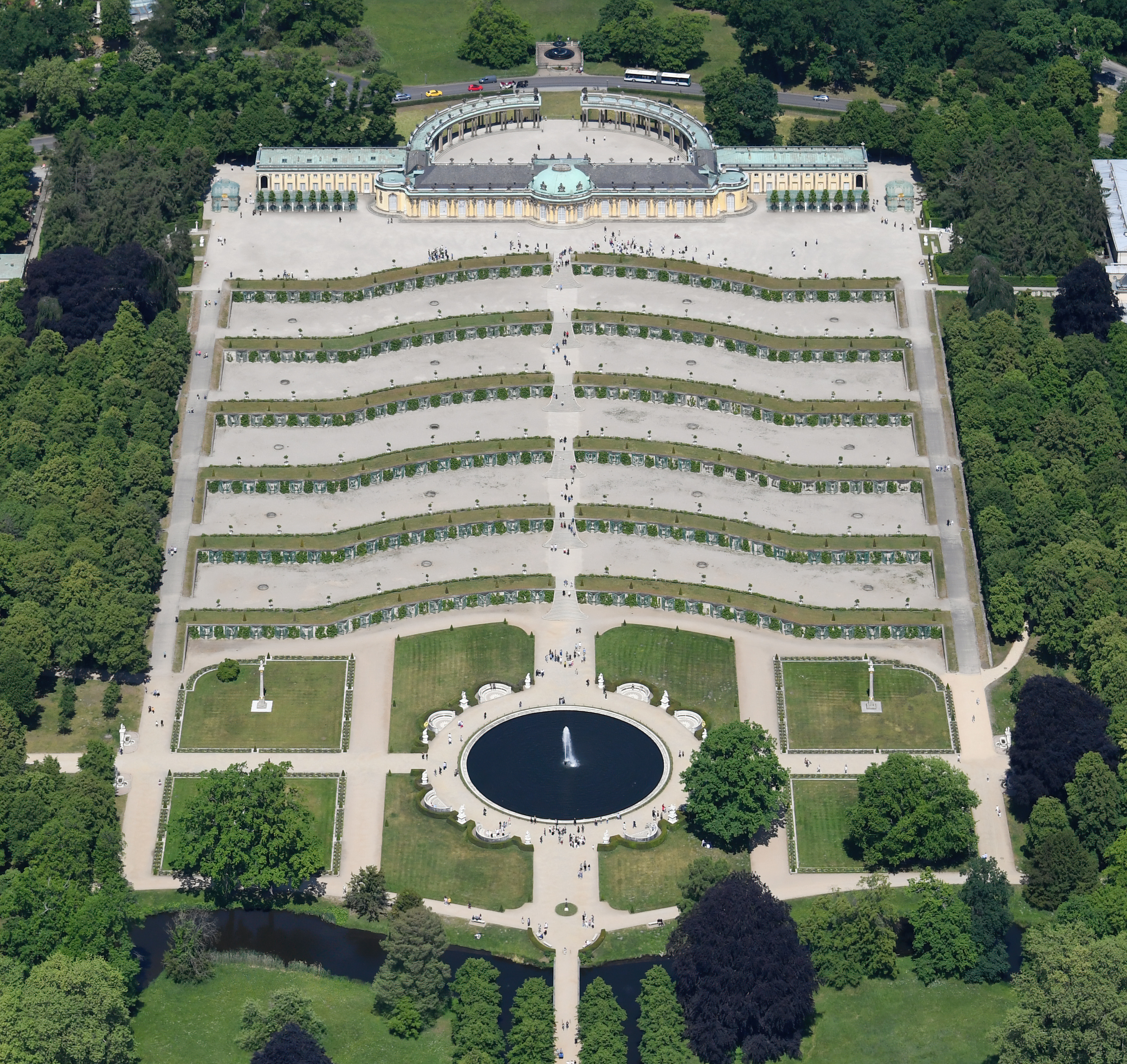

## Carácter de Sanssouci

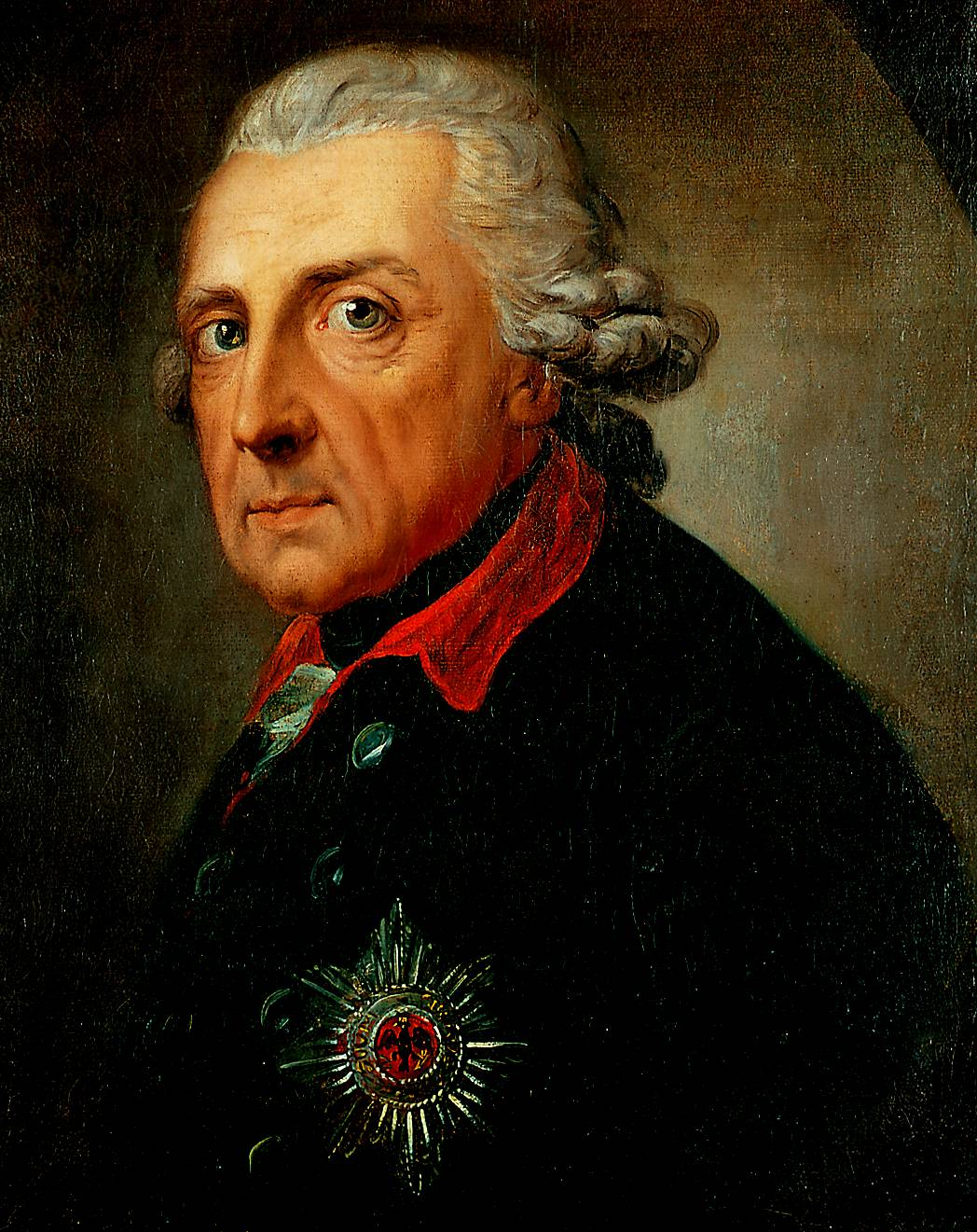
Frederico o Grande (1712–1786).

A localização e esboço de Sanssouci, acima de uma vinha, reflete o pré-romantismo ideal da harmonia entre homem e natureza, numa paisagem ordenada pelo toque humano. A produção de vinho, no entanto, destinava-se a ficar em segundo plano no desenho do palácio e dos jardins de recreio. A colina onde Frederico criou uma vinha em terraço destinava-se a ser o ponto fulcral do seu domínio, coroada pelo seu novo, mas pequeno, palácio ("mein Weinberghäuschen") ("minha pequena casa de vinha"), como Frederico o chamava. Com as suas extensas vistas de paisagem rural no meio da natureza, Frederico queria residir ali sans souci ("sem preocupação") e seguir os seus interesses pessoais e artísticos. Portanto, o palácio foi destinado ao uso de Frederico e dos seus hóspedes privados apenas durante os meses de Verão, do final de Abril ao início de Outubro.

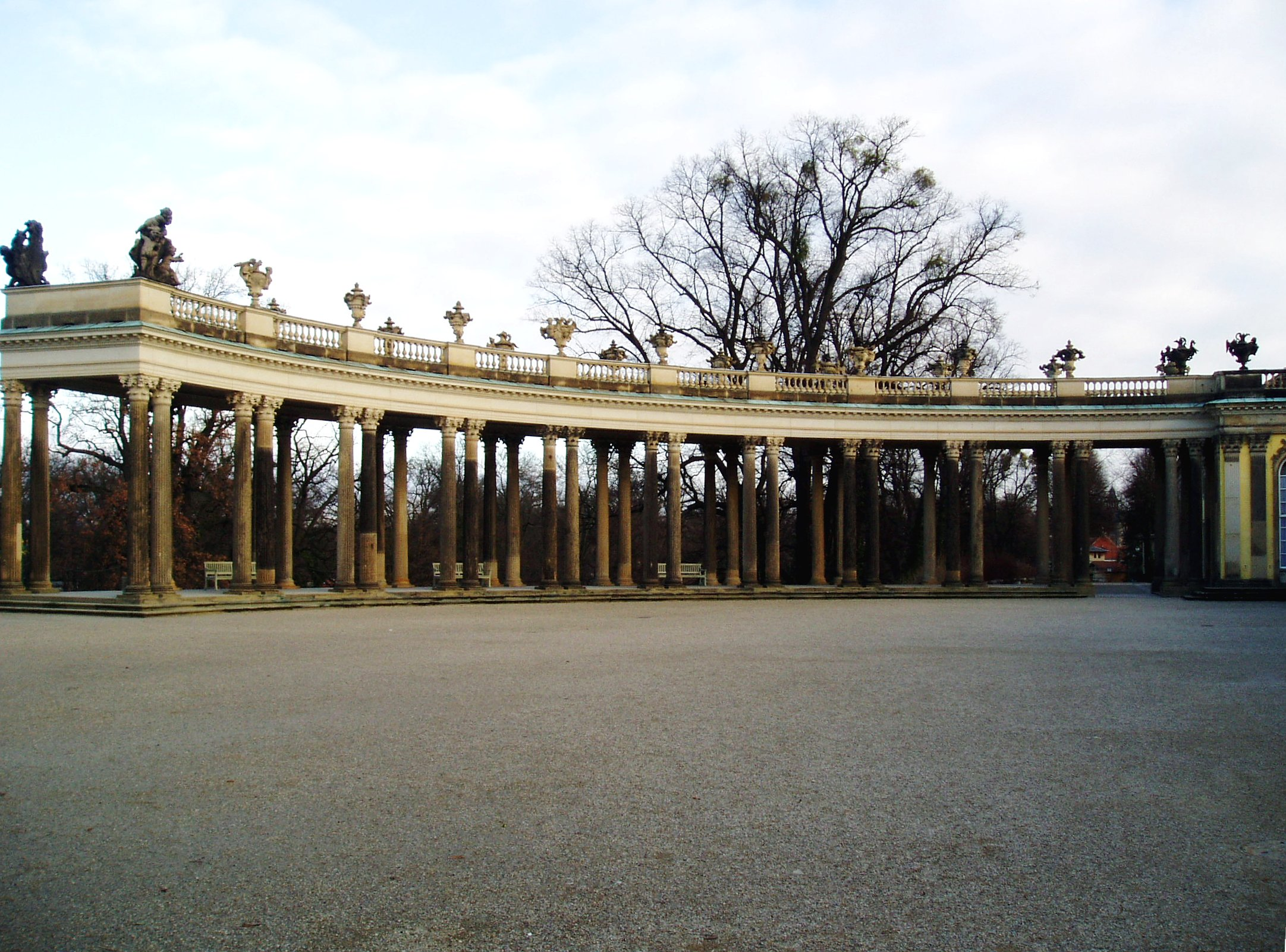
Uma das duas colunatas segmentadas encerrando o pátio de honra no lado Norte do palácio.

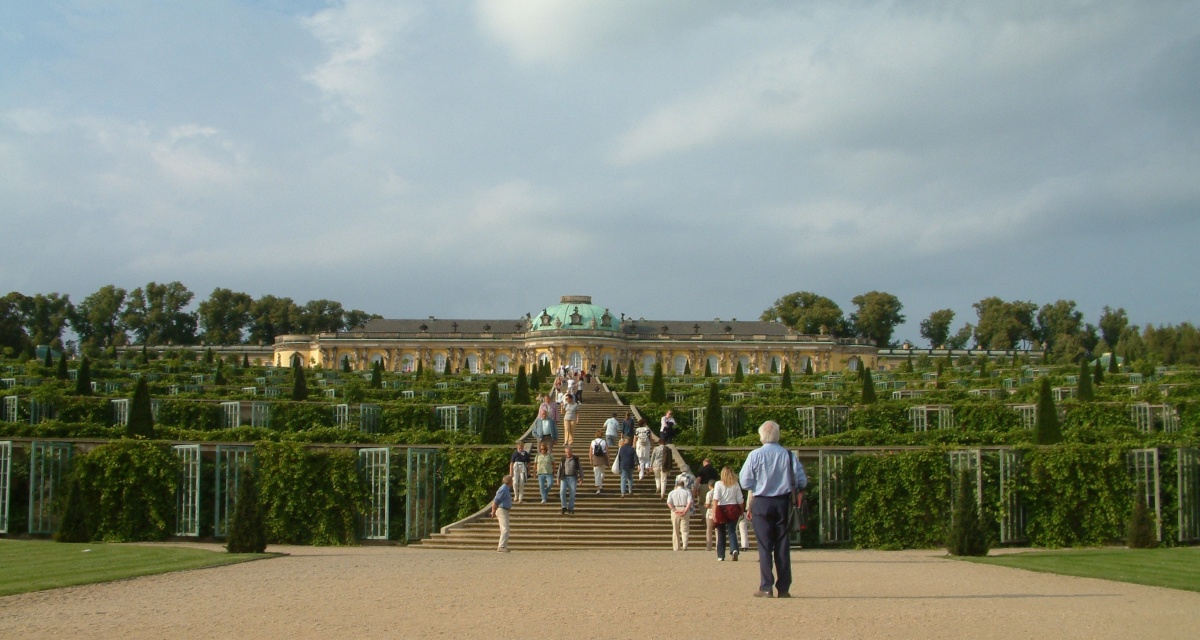
Fachada Sul vista dos jardins.

Vinte anos depois de criar Sanssouci, Frederico construiu o Novo Palácio de Potsdam (Neues Palais) na parte Oeste do parque. Este grande palácio, em estilo Barroco, estava em contraste directo com o carácter descontraído vivido em volta de Sanssouci, e exibia o poder e a força de Frederico ao mundo. O desenho do Novo Palácio tinha a intenção de demonstrar que as capacidades da Prússia não estavam diminuídas apesar da sua recente derrota na Guerra dos Sete Anos. Frederico não fez segredo das suas intenções, referindo-se mesmo à nova construção como a sua "fanfarronada" ("exibição").
Este conceito de grande palácio desenhado para impressionar levou à comparação dos palácios de Potsdam com Versalhes, com Sanssouci a entrar para a lista como um dos Trianons (Grand Trianon e Petit Trianon). Esta analogia, apesar de ser fácil de entender, ignora o mérito original do conceito em volta de Sanssouci, o palácio para o qual todo o parque e cenário foram criados. Ao contrário dos Trianons, Sanssouci não foi uma reflexão tardia para escapar ao grande palácio, pela simples razão de este não existir aquando da sua concepção. É verdade, no entanto, que Sanssouci foi pensado como um local de refúgio privado e não como demonstração de força, poder e mérito arquitectónico. Ao contrário dos Trianons, Sanssouci foi desenhado para formar uma totalidade por si próprio.
Sanssouci é pequeno, sendo o bloco principal (ou corps de logis) um edifício estreito de um único piso, constituído por uma fileira de apenas dez salas, incluindo uma passagem de serviço e salas para o pessoal por trás delas. O esboço amador de Frederico, de 1745 demonstra que o seu arquitecto, Knobelsdorff, era mais um desenhador técnico em Sanssouci que um verdadeiro arquitecto. Parece que Frederico não terá aceite nenhuma das sugestões de alteração ao seu plano, recusando a ideia de Knobelsdorff de que o palácio deveria ter uma meia-cave, a qual providenciaria não só áreas de serviço mais acessíveis, como também a colocação das salas principais num piano nobile elevado. Isto poderia ter dado ao palácio uma maior presença de comando como também teria prevenido os problemas de humidade aos quais era propenso. De qualquer forma, Frederico queria um palácio intimista para viver: por exemplo, em vez de subir um grande número de degraus, queria entrar no palácio directamente a partir do jardim. Insistiu na construção de um piso térreo, do qual o pedestal seria a colina. Em resumo, Sanssouci destinava-se a ser uma casa de recreio. O seu tema recorrente e exigido era o de uma casa com ligações próximas entre o seu estilo e a natureza. As salas principais, iluminadas por altas janelas delgadas, ficam voltadas a Sul sobre os jardins da vinha; a fachada Norte é a frente de entrada, onde um pátio de honra semi-circular foi criado por duas colunatas Coríntias segmentadas.

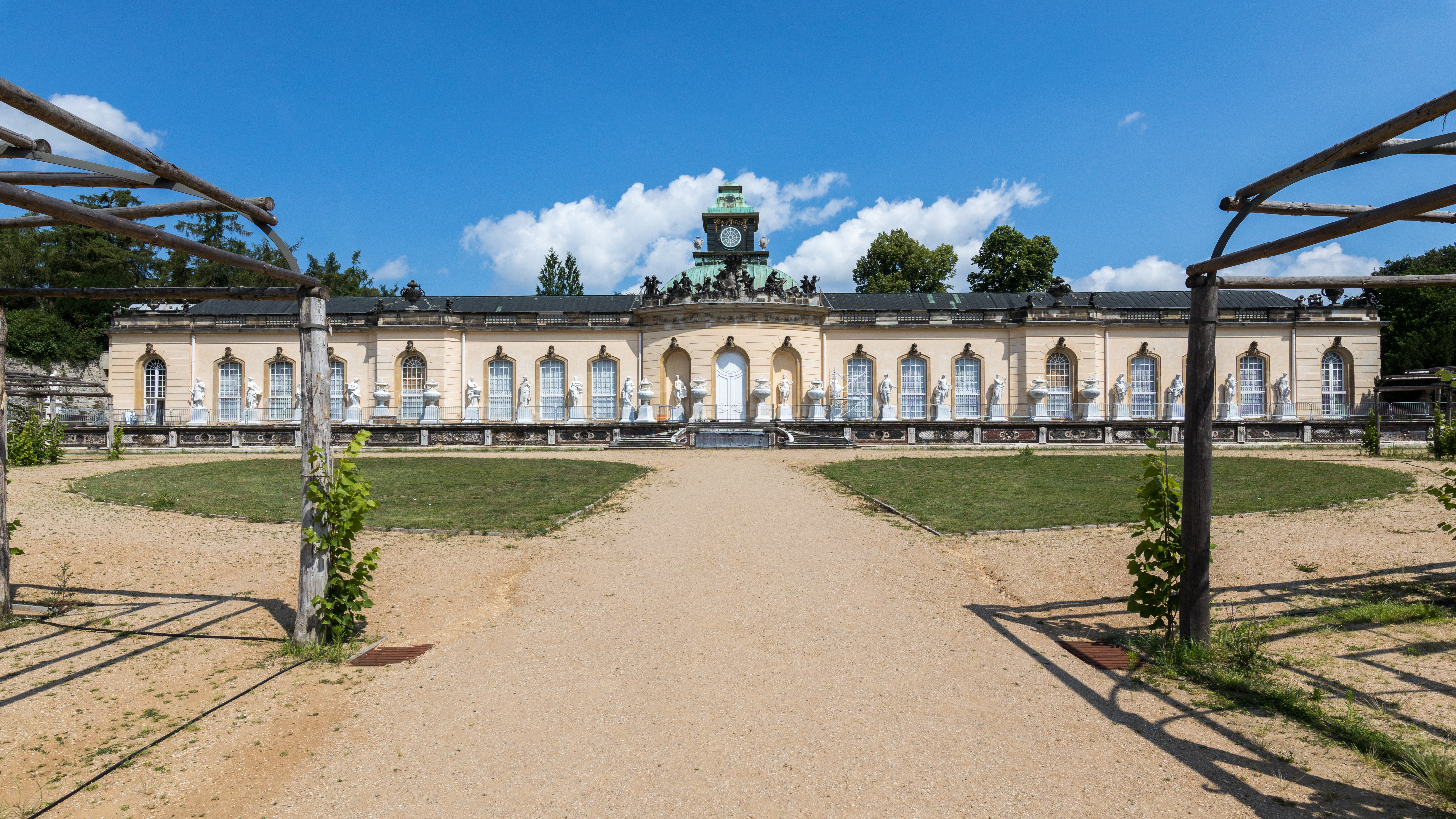
Lado Sul da Galaria de Pintura.

No parque, a Este do palácio, fica a Galeria de Pintura de Sanssouci, construída entre 1755 e 1764 sob a supervisão do arquitecto Johann Gottfried Büring. Esta ergue-se no local de uma antiga estufa, onde Frederico cultivava frutas tropicais. A Galeria de Pintura é o mais antigo museu existente construído por um governante da Alemanha. Tal como o próprio palácio, este é um longo e baixo edifício, dominado por uma cúpula central de três secções.
Depois da morte de Frederico começou uma nova Era, um sinal visível do que seria uma mudança nos estilos arquitectónicos. O Neoclassicismo, popular por toda a Europa mas ignorado por Frederico, encontrou o seu caminho para Potsdam e Berlim durante o reinado de Frederico Guilherme II, o qual ordenou a construção de um novo palácio no novo estilo da moda e permaneceu em Sanssouci apenas ocasionalmente.
A recepção e os quartos foram renovados e completamente alterados imediatamente após a morte de Frederico II. Frederick William von Erdmannsdorff recebeu a encomenda para remobilar o palácio. Como resultado da influência de Erdmannsdorff, um defensor do novo estilo neoclássico, Sanssouci tornou-se no primeiro palácio de Potsdam e Berlim a ser remodelado com um interior neste estilo. Em 1797, Frederico Guilherme II foi sucedido por Frederico Guilherme III; este visitou Sanssouci ainda menos frequentemente que o seu pai, preferindo passar os meses de Verão no Schloss Paretz ou na ilha de Pfaueninsel, próximo de Berlim.

## Arquitectura de Sanssouci

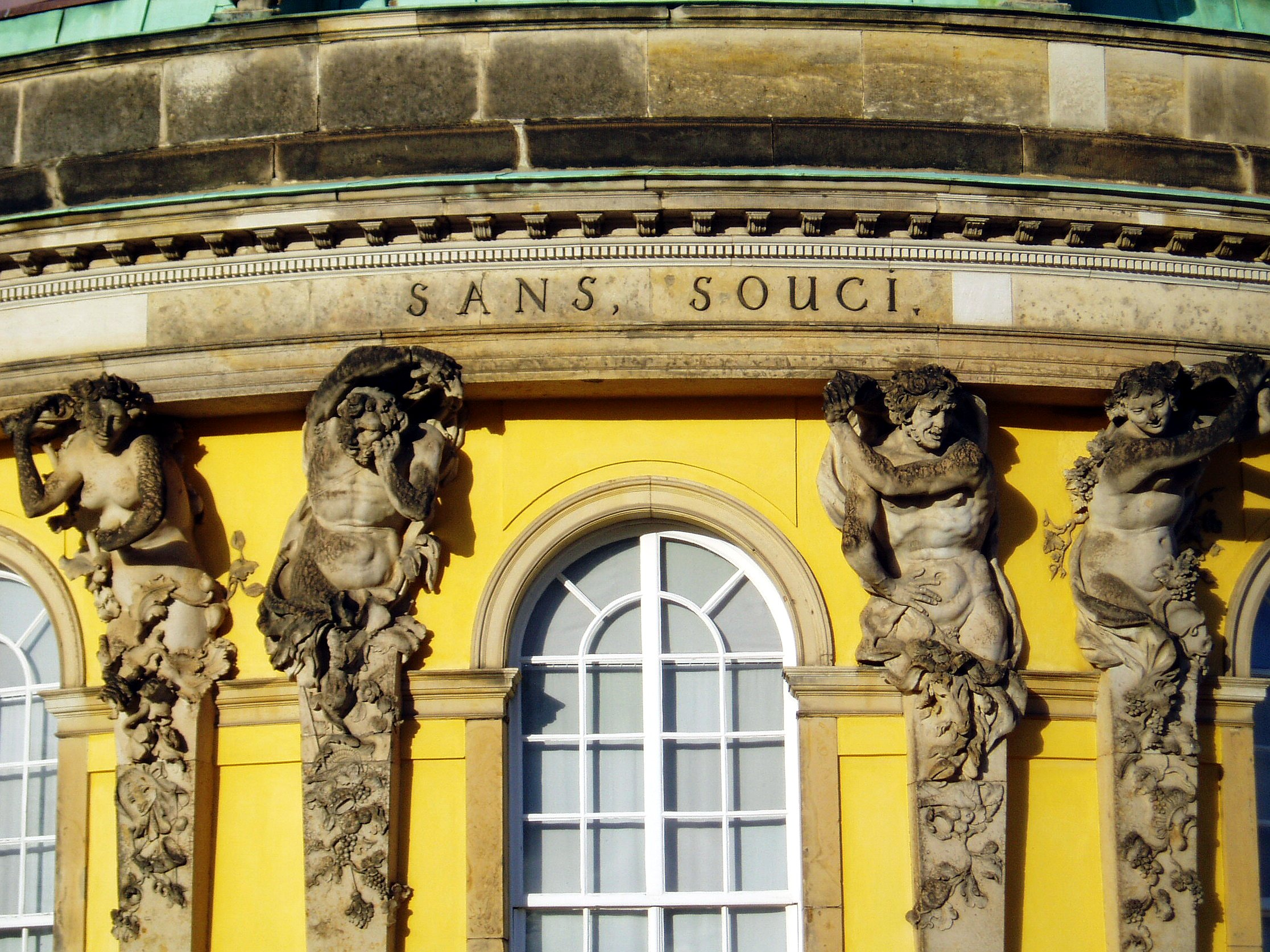
Detalhe arquitectónico do corpo central da fachada do jardim: Atlantes e Cariátides.

Não foi por coincidência que Frederico seleccionou o estilo Rococó para Sanssouci. O estilo leve, quase caprichoso, então em voga, ajustava exactamente os usos alegres que ele exigia no neste seu refúgio. O estilo Rococó de arte emergiu, em França, no início do século XVIII como continuação do estilo Barroco, mas em contraste com os temas pesados e cores escuras do Barroco, o Rococó era caracterizado pela opulência, graça, divertimento e leveza. Os motivos da arte Rococó focavam-se na despreocupada vida aristocrática e no romance alegre, em lugar das batalhas heróicas e figuras religiosas. Também giravam, de forma recorrente, em volta dos cenários naturais e exteriores; isto ajustou, uma vez mais, o ideal de Frederico, com a natureza e o desenho em plena harmonia. O palácio foi concluído em grande parte tal como Frederico o encarara nos seus esboços preliminares.
O palácio é constituído por um bloco central com um único andar, flanqueado por duas alas laterais. O edifício ocupa quase todo o terraço superior. A potencial monotonia da fachada é quebrada por uma proa central, com a sua cúpula sobressaindo acima do telhado e o nome do palácio inscrito na sua fachada em letras de bronze dourado. As secundárias alas laterais na fachada do jardim são protegidas por duas linhas simétricas de árvores, cada uma terminando em belvederes independentes, ricamente decorados com ornamentos dourados.

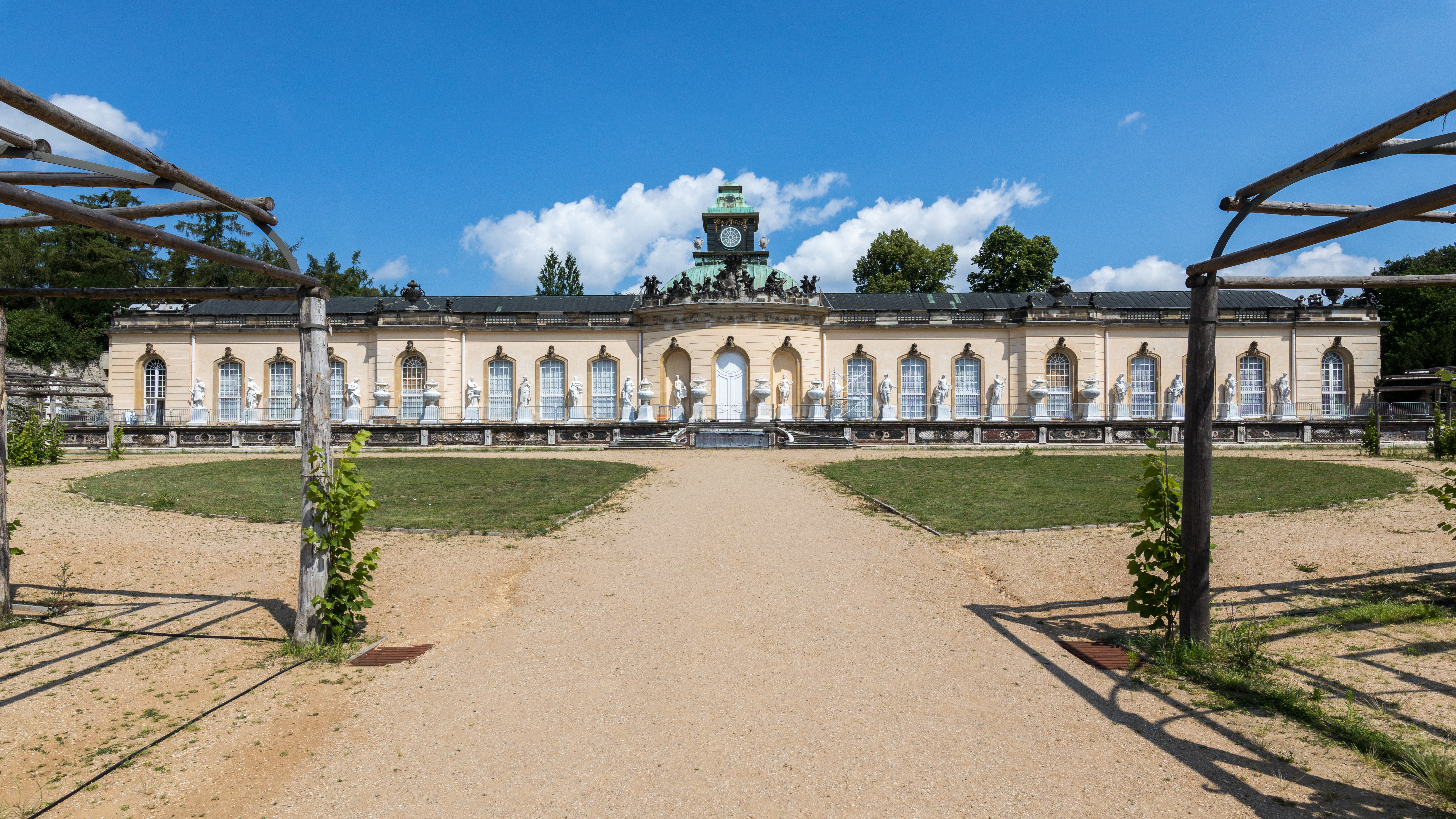
A fachada Sul da Galeria de Pintura de Sanssouci.

A frente do palácio voltada para o jardim está decorada com figuras entalhadas de Atlantes e Cariátides, agrupadas aos pares entre as janelas, parecendo suportar a balaustrada acima delas. Executadas em arenito, estas figuras de ambos os sexos representam Ménades e Bacantes, companheiros de Baco, o deus do vinho, e tiveram origem na oficina do escultor Friedrich Christian Glume. A mesma oficina criou também os vasos da balaustrada e os grupos de querubins por cima das janelas da cúpula.
Em contraste, a fachada da entrada Norte é mais contida. As colunatas segmentadas, com colunas coríntias formando duas curvas profundas para fora do palácio, encerram o semicircular cour d'honneur (pátio de honra). Tal como no lado Sul, uma balaustrada com vasos de arenito decora o telhado do principal corps de logis.
Flanqueando o corps de logis encontram-se duas alas secundárias, providenciando a grande acomodação de serviço e oficinas domésticas necessárias para servir um monarca do século XVIII, mesmo quando este estava refugiado do mundo. No tempo de Frederico II, estas alas de piso único foram cobertas por folhagens para proteger o seu propósito mundano. A ala Este acolhia os secretários, jardineiros e quartos dos criados, enquanto que a ala Oeste continha a cozinha do palácio, estábulos e uma remise (casa de coches).
Frederico ocupou regularmente o palácio em cada Verão ao longo da sua vida, mas depois da sua morte, em 1786, este permaneceu desabitado e negligenciado durante a maior parte do tempo até meados do século XIX. Em 1840, cem anos depois de Frederico II subir ao trono, o seu sobrinho-neto, Frederico Guilherme IV e a sua esposa mudaram-se para as salas de hóspedes. O casal real manteve o mobiliário existente e substituiu peças em falta com móveis da época de Frederico II. Chegaram a pensar em restaurar para o seu estado original a sala onde Frederico havia morrido, mas estes planos nunca foram concretizados devido à falta de documentos e planos autênticos. De qualquer forma, a poltrona onde Frederico morreu foi devolvida ao palácio em 1843.

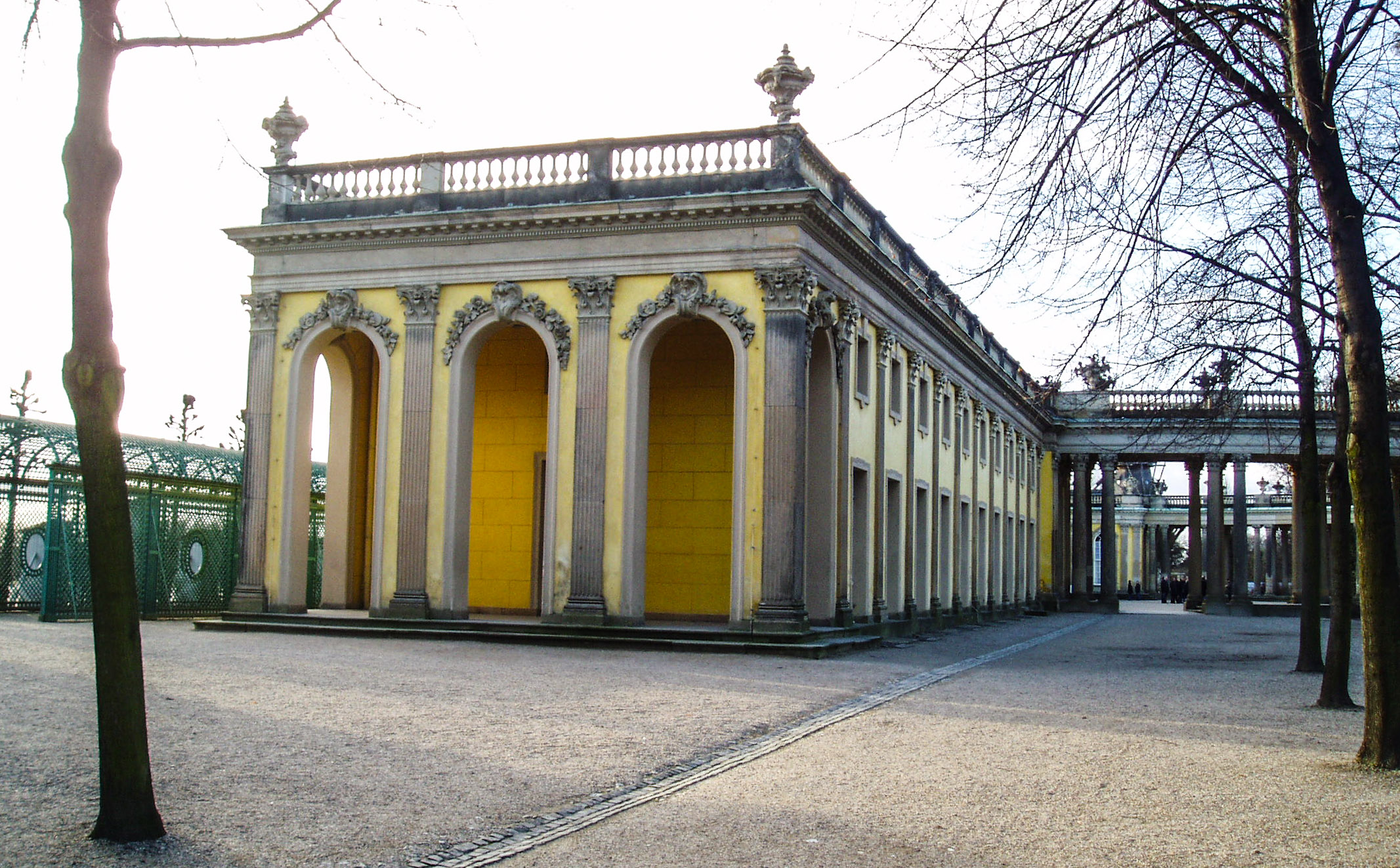
A ala Este.

Frederico Guilherme IV, um desenhista interessado tanto na arquitectura como na jardinagem paisagista, transformou o palácio. A partir do refúgio do seu tio-avô num funcional e elegante palácio rural. As pequenas alas de serviço foram ampliadas entre 1840 e 1842. Isto foi necessário porque, enquanto Frederico filosofava e tocava música em Sanssouci, gostava de viver modestamente sem esplendor. Ao envelhecer, a sua modéstia desenvolveu-se em avareza. Não permitia reparações na fachada exterior e só as permitia nas salas com grande relutância. Isso vinha de encontro ao seu de desejo de Sanssouci só durar pelo período da sua vida.
As adições incluíram um mezanino em ambas as alas. A cozinha foi mudada para a ala Este. A pequena adega de Frederico II foi aumentada para providenciar amplas salas de provisões para o alargado pessoal doméstico, enquanto o novo andar superior garantia quartos para essa mesma criadagem.
A ala Oeste tornou-se conhecida como "A Ala das Senhoras", providenciando acomodações para as damas de companhia e hóspedes. Esta era uma organização comum nas casas do século XIX, as quais muitas vezes tinham uma "Ala de Solteiros" para convidados masculinos não casados e membros do pessoal da casa. As salas foram decoradas com apainelamentos intrincados e tapeçarias. Esta nova acomodação para senhoras foi vital: o entretenimento em Sanssouci era mínimo durante o reinado de Frederico o Grande e sabe-se que as mulheres nunca foram entretidas ali, por esse motivo não existiam instalações para elas. Frederico havia casado com Elisabeth Christine von Braunschweig-Bevern em 1733, mas separou-se da esposa quando acedeu ao trono em 1740. Depois da separação, a Rainha passou a residir sozinha em Berlim, no Schloss Schönhausen, enquanto Frederico preferia Sanssouci para estar "sans femmes" (sem mulheres).

## Interior do palácio

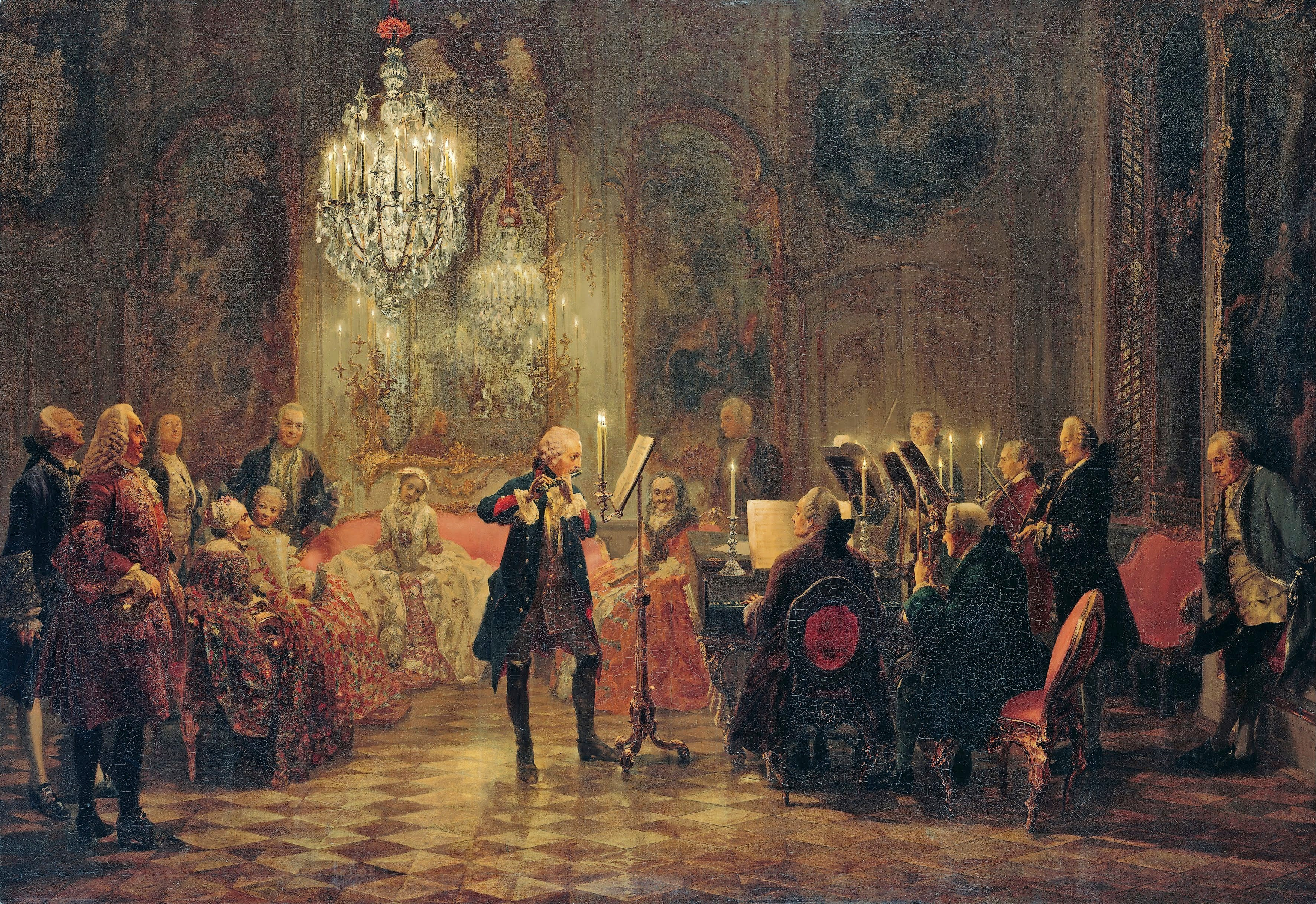
"O Concerto de Flauta de Sanssouci", por Adolph von Menzel, 1852, mostrando Frederico o Grande tocando flauta na sua sala de música em Sanssouci.

Na tradição barroca, as salas principais (incluindo os quartos) ficavam todas no piano nobile, o qual em Sanssouci era o andar térreo por escolha de Frederico. Enquanto que as alas secundárias tinham pisos superiores, o corps de logis ocupado pelo rei incluía a totalidade da altura da estrutura. O conforto também era uma prioridade no esboço das salas. O palácio expressa a contemporânea teoria da arquitectura francesa, nos seus ideais de "duplo apartamento" para conforto da Corte, compreendendo duas linhas de salas, uma atrás da outra. As salas principais ficavam voltadas para o jardim, olhando o Sul, enquanto que as dependências de serviço, na linha de trás, ficavam na parte Norte do edifício. Um duplo apartamento, portanto, consistia numa sala principal com uma câmara de serviço. Portas ligavam os apartamentos entre si. Eram dispostos enfileirados, para que todo o comprimento interior do palácio pudesse ser avaliado num relance.
Frederico esboçou as suas exigências para a decoração e organização, tendo esses esboços sido interpretados por artistas como Johann August Nahl, os irmãos Hoppenhaupt, os irmãos Spindler e Johann Melchior Kambly, os quais não só criaram obras de arte como decoraram as salas em estilo Rococó. Enquanto Frederico se preocupava pouco com etiqueta e moda, também queria rodear-se por belos objectos e obras de arte. Arranjou os seus aposentos privados de acordo com os seus gostos e necessidades pessoais, ignorando frequentemente as tendências correntes e modas. Estas "auto-composições" em arte Rococó conduziram ao termo "Rococó Fredericano".
A principal área de entrada, consistindo em duas galerias, a "Galeria de Entrada" e a "Galeria de Mármore", fica no centro, providenciando, assim, salas comuns para a reunião de hóspedes e da Corte, enquanto que as salas principais, flanqueando a Galeria de Mármore, se tornavam progressivamente mais íntimas e privadas, na tradição do conceito barroco de salas de aparato. Assim, a Galaria de Mármore era a principal sala de recepção, por baixo da cúpula central. Cinco salas de hóspedes confinam com a Galeria de Mármore para Oeste, enquanto que os aposentos do Rei ficam para Este – uma sala de audiência, sala de música, estúdio, quarto, biblioteca e uma longa galeria no lado Norte.
Geralmente, entra-se no palácio pela Galeria de Entrada, onde a forma contida da clássica colunata externa foi continuada para o interior. As paredes da sala rectangular foram subdivididas por dez pares de colunas coríntias feitas em mármore com reboco branco e capitéis dourados. Três remates de porta em relevo, com temas do mito de Baco, refletem o tema da vinha criado no exterior. Georg Franz Ebenhech foi responsável pelos trabalhos em estuque dourado. A estrita elegância clássica foi aliviada por um tecto pintado pelo pintor sueco Johann Harper, o qual representa a deusa Flora, com os seus acólitos, lançando flores do céu.
A oval Marmorsaal ("Galeria de Mármore"), em branco e dourado, como principal sala de recepção, era o cenário das celebrações no palácio, com a sua abóbada coroada por uma cúpula. Mármore branco de Carrara foi usado para as colunas emparelhadas. A abóbada é branca com ornamentos dourados e o pavimento é feito em mármore italiano embutido nos compartimentos que irradiam de uma grade oval central. Três janelas arcadas enfrentam o jardim; opondo-se a elas, em dois nichos que flanqueiam entrada, figuras de Vénus, Urânia, a deusa da natureza livre e da vida, e Apolo, o deus das artes, realizadas pelo escultor francês François Gaspard Adam, as quais estabeleceram a iconografia de Sanssouci como um lugar onde as artes se juntam com a natureza.

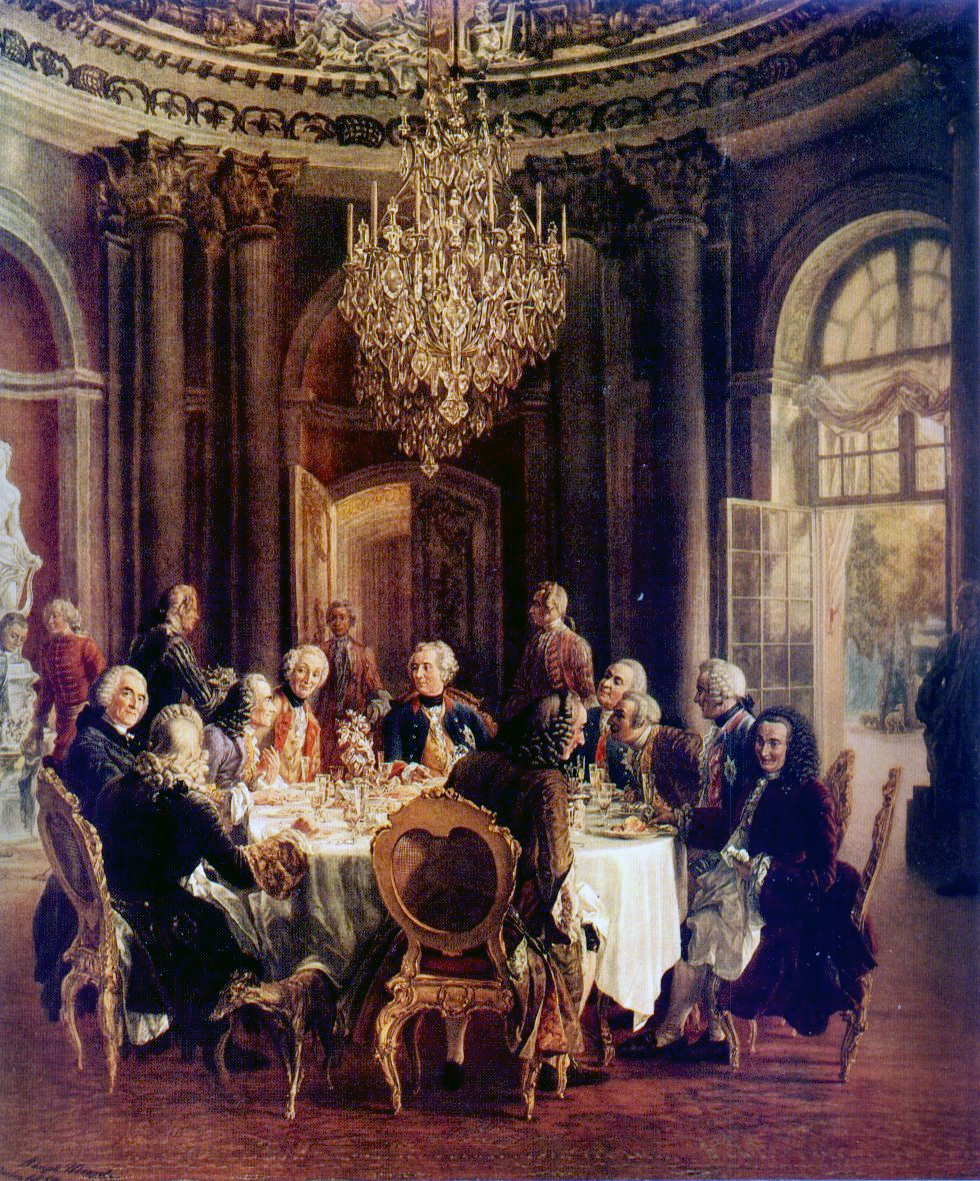
Die Tafelrunde, por Adolph von Menzel. A oval "Galeria de Mármore" é a principal sala de recepção do palácio. Do lado esquerdo, com casaco púrpura, encontra-se Voltaire, os outros convidados são membros da Academia de Ciências da Prússia.

A sala contígua servia como uma sala de audiência e Sala de Jantar. Esta está decorada com pinturas de artistas franceses do século XVIII, incluindo Jean-Baptiste Pater, Jean François de Troy, Pierre Jacques Cazes, Louis Silvestre e Antoine Watteau.  De qualquer forma, aqui, tal como na maioria das salas, os anjos entalhados, flores e livros nos relevos dos remates das portas foram obra de Glume, e as pinturas do tecto enfatizam o espírito rococó do palácio. Esta exuberante forma de ornamentação rococó, o Rocaille, foi usada abundantemente nas paredes e tecto da sala de música. A maior parte do trabalho foi realizado pelo escultor e decorador Johann Michael Hoppenhaupt (o velho). Um pianoforte de 1746, por Gottfried Silbermann, o qual pertenceu a Frederico II, permanece como uma recordação nostálgica do propósito original da sala.
O Estúdio do Rei e quarto, remodelado depois da morte de Frederico por Frederick William von Erdmannsdorff, em 1786, encontra-se agora em contraste directo com as salas rococó. Aqui, e, as linhas limpas e lisas do classicismo imperam, actualmente. De qualquer forma, a secretária e a poltrona de Frederico, na qual ele morreu, regressaram à sala em meados do século XIX. Retratos e peças de mobiliário da época de Frederico também foram restituídos ao seu local original.
A biblioteca circular afasta-se da estrutura espacial da arquitectura francesa do palácio.  A sala está quase escondida, alcançando-se por uma estreita passagem a partir do quarto, sublinhando o seu carácter privado. Foi usada madeira de cedro para apainelar as paredes e para as estantes. As harmoniosas sombras do castanho, aumentadas com ornamentos Rocaille ricamente dourados, pretenderam criar um ambiente calmo.
As estantes continham aproximadamente 2.100 volumes de escritos Gregos e Romanos, e historiografias, e ainda colecções de literatura francesa dos séculos XVII e XVIII, com grande ênfase nos trabalhos de Voltaire. Os livros foram envolvidos por couro de cabra castanho ou encarnado e ricamente dourados.
A galeria da fachada Norte tem vista para o pátio. Aqui, Frederico desviou-se, uma vez mais, do desenho de salas francês, o qual teria colocado salas de serviço neste espaço. Recolhidos na parede interna desta longa sala, foram implantados nichos contendo esculturas em mármore, com divindades Greco-Romanas. Cinco janelas alternadas com pilastras de vidro na parede exterior reflectem as pinturas de Nicolas Lancret, Jean-Baptiste Pater e Antoine Watteau, penduradas entre os nichos opostos.
Para Oeste ficavam as salas dos convidados, nas quais eram alijados os amigos do rei, considerados suficientemente íntimos para serem convidados para o mais privado dos seus palácios. Dois dos visitantes de Frederico eram suficientemente distintos e assíduos ao ponto de darem nome às salas que ocuparam. Uma delas é Sala Rothenburg, baptizada em homenagem ao Conde de Rothenburg, o qual habitou aquela sala circular até à sua morte, em 1751. Esta sala contrapõe-se na arquitectura do palácio à biblioteca. A outra é a Sala Voltaire, a qual foi frequentemente ocupada pelo filósofo durante a sua estadia em Potsdam entre 1750 e 1753. A Sala Voltaire era notável pela sua decoração, o que lhe deu o nome alternativo de "Sala Flôr". A um painel de parede em laca amarela foram sobrepostos coloridos entalhes de madeira ricamente adornados. Macacos, papagaios, aves, cegonhas, frutos, flores e grinaldas davam à sala um carácter alegre e natural. Johann Christian Hoppenhaupt (o jovem) desenhou a sala entre 1752 e 1753 a partir de esboços feitos por Frederico.

## Os jardins em terraços

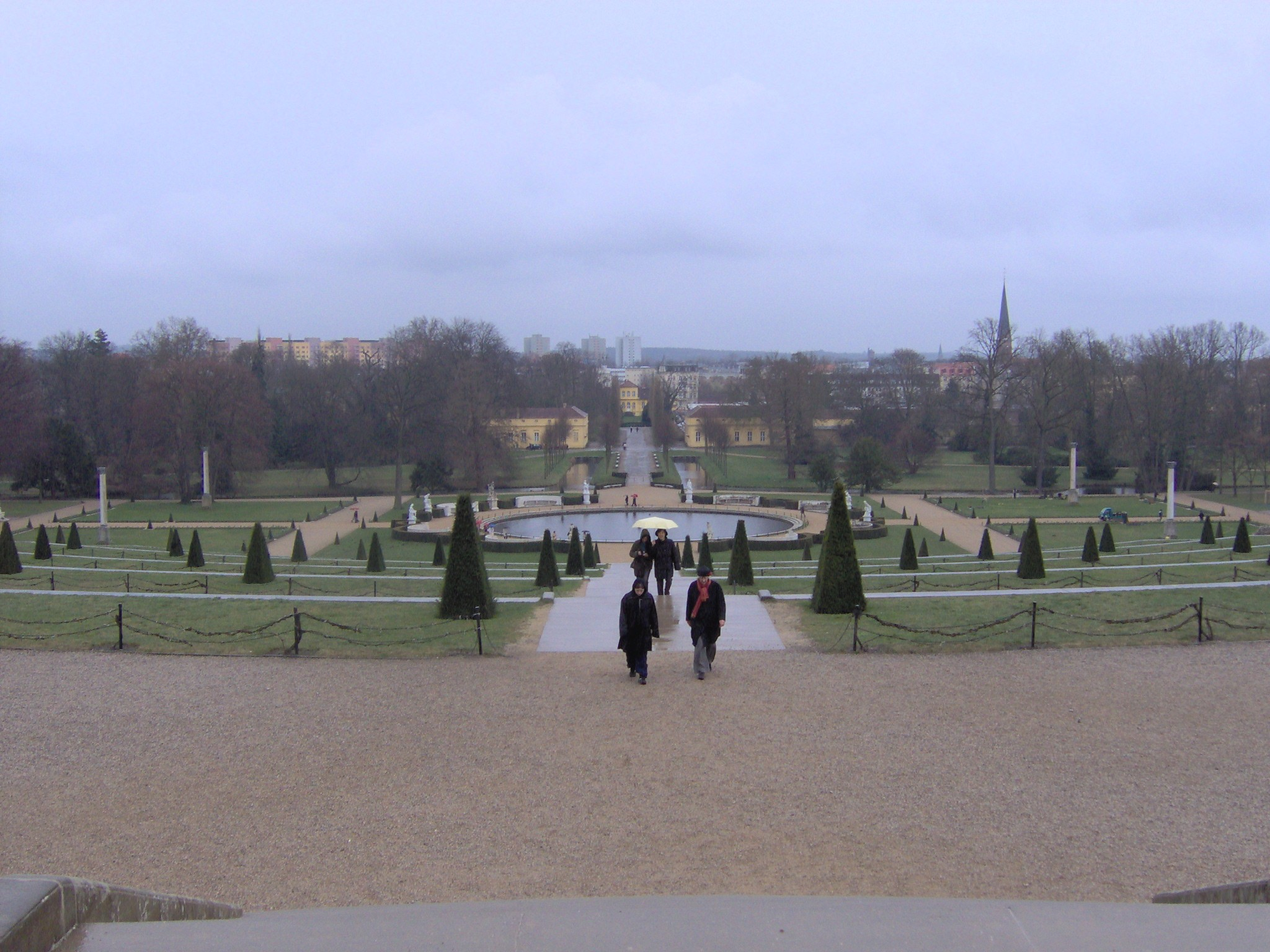
Os jardins em terraço, vistos a partir do palácio, em direcção ao parque de Sanssouci.

A vista panorâmica do jardim de Sanssouci resulta da decisão de Frederico o Grande criar uma vinha em terraços na encosta Sul da colina de Bornstedt. A área havia, previamente, sido arborizada, mas as árvores foram derrubadas durante o reinado do "rei-soldado", Frederico Guilherme I, para permitir a expansão da cidade de Potsdam.
No dia 10 de Agosto de 1744, Frederico II ordenou que o lado descampado da colina fosse transformado em vinhas em terraços. Estes largos terraços foram criados com centros convexos para maximizar a luz solar. Nas divisórias das paredes de suporte, a alvenaria é perfurada por 168 nichos vidrados. Videiras vindas de Portugal, Itália, França, e também da vizinha Neuruppin, foram plantadas contra a alvenaria, enquanto cresciam figos nos nichos. As partes individuais do terraço foram, mais tarde, divididas por tiras de relva, nas quais foram plantados teixos. Cercas baixas formadas por buxos rodeavam as árvores de fruta, fazendo um parterre circular ornamental. No meio desta roda, 120 degraus (agora 132) conduziam para baixo, dividindo os terraços em seis.

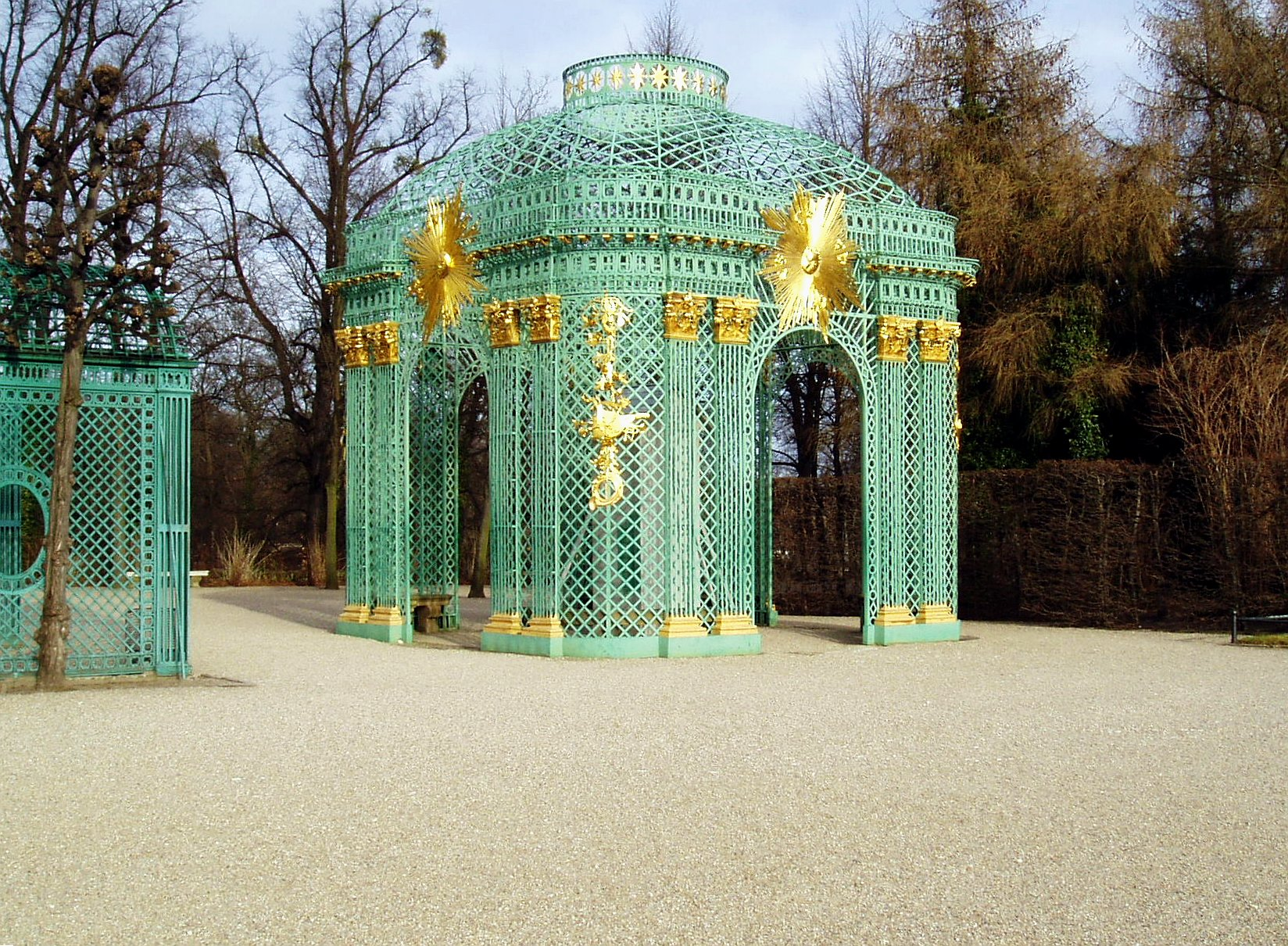
Estrutura de apoio de plantas em Sanssouci.

Abaixo do monte, um jardim ornamental barroco, inspirado no parterre de Versalhes, foi construído em 1745. A Grande Fonte foi construída ao centro deste jardim em 1748. Frederico nunca viu a fonte a funcionar pois os engenheiros empregues na construção tinham poucos conhecimentos da hidráulica envolvida. A partir de 1750, estátuas de mármore foram colocadas em volta do tanque da fonte. Isto foi, uma vez mais, um elemento copiado de Versalhes: figuras de Vénus, Mercúrio, Apolo, Diana, Juno, Júpiter, Marte e Minerva, tal como representações dos quatro elementos: Fogo, Água, Ar e Terra. Vénus e Mercúrio, trabalhos do escultor Jean Baptiste Pigalle, e dois grupos de caçadores, alegorias aos elementos (vento e água), por Lambert Sigisbert Adam, foram presenteados pelo proprietário de Versalhes, o Rei Luís XV de França. As restantes figuras vieram da oficina de François Gaspard Adam, um conhecido escultor de Berlim. Em 1764, o Rondel Francês, como viria a ser conhecido, foi concluído.
Nas proximidades ficava uma cozinha de jardim, a qual Frederico Guilherme I tinha estabelecido antes de 1715. O rei-soldado, por piada, deu a este jardim simples o nome de "Meu Marly", em referência ao muito semelhante jardim existente na residência de Verão de Luís XIV de França, o Château de Marly.
Nos seus planos para os campos, Frederico deu grande importância à combinação entre um jardim ornamental e prático, demonstrando, assim, a sua crença de que a arte e a natureza deviam estar unidas.

## O Parque

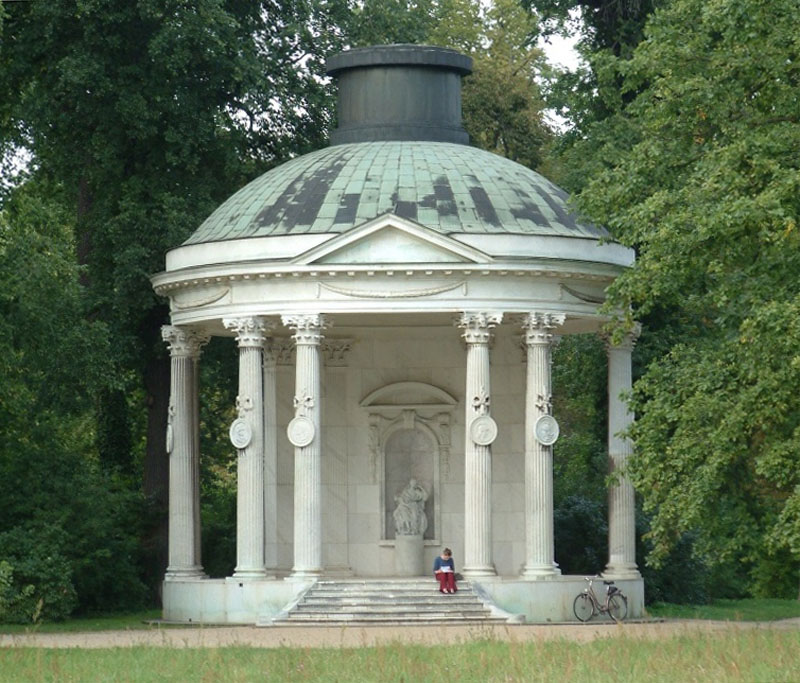
O Templo da Amizade: construído a Sul da avenida principal entre, 1768 e 1770, por Carl von Gontard em memória da irmã favorita de Frederico o Grande, a marquesa Guilhermina de Bayreuth. O edifício complementa o Templo Antigo, o qual se encontra a Norte da alameda.

Depois de aterraçar a vinha e completar o palácio, Frederico voltou a sua atenção para o ajardinamento de zonas mais distantes do palácio, começando assim a criação do Parque de Sanssouci. Na sua organização do parque, Frederico continuou o que havia começado em Neuruppin e Rheinsberg. Foi aberta uma avenida central recta, medindo 2,5 km de comprimento, com início no obelisco de 1748 e estendendo-se, com o passar dos anos, ao Novo Palácio de Potsdam, o qual marca o seu extremo Oeste.
Continuando o tema da horticultura dos jardins em terraços, foram plantadas 3.000 árvores de fruta no parque, e construídas estufas, para produção de laranjas, melões, pêssegos e bananas. Também foram erguidos obeliscos e estatuária, com representações das deusas Flora e Pomona. Frederico fez vários templos e outras construções de jardim no mesmo estilo rococó do próprio palácio. Algumas delas eram pequenas casas que compensavam a falta de espaço no palácio.

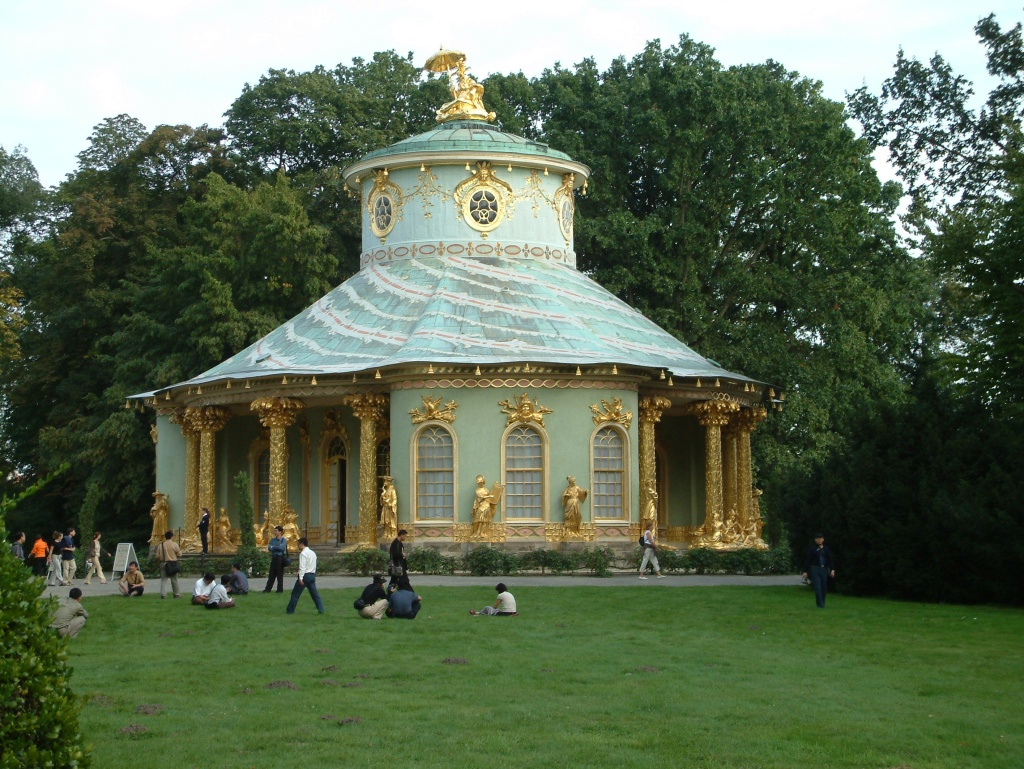
A Casa Chinesa, desenhada por Johnn Gottfried Büring entre 1755 e 1764; um pavilhão no estilo Chinoiserie. este estilo consiste numa mistura do rococó com elementos da arquitectura Oriental.

Frederico investiu pesadamente numa vã tentativa de introduzir um sistema de fontes no Parque de Sanssouci, procurando imitar outros grandes jardins barrocos da Europa. A hidráulica, nesta época, ainda estava na sua infância e, apesar de construir as casas das máquinas e reservatórios, as fontes em Sanssouci permaneceram silenciosas durante os 100 anos seguintes. A invenção do motor a vapor resolveu o problema um século mais tarde e, dessa forma, o reservatório finalmente serviu o seu propósito. A partir de cerca de 1842, a Família Real da Prússia pôde, finalmente, maravilhar-se com as características da Grande Fonte abaixo dos terraços da vinha, lançando jactos de água a uma altura de 38 metros. A própria estação de bombeamento tornou-se noutro pavilhão do jardim, distinguido como uma mesquita turca, com a sua chaminé transformada em minarete.
O parque foi ampliado no reinado de Frederico Guilherme III e, mais tarde, no do seu filho Frederico Guilherme IV. Os arquitectos Karl Friedrich Schinkel e Ludwig Persius construíram o Schloss Charlottenhof no parque, ao lado da antiga casa de quinta, tendo Peter Joseph Lenné sido contratado para desenhar o jardim. Os largos prados criaram avenidas paisagísticas entre Charlottenhof, os Banhos Romanos e o Novo Palácio de Potsdam, e incorporaram construções de jardim como o Templo da Amizade de Frederico o Grande.

## Sanssouci nos tempos modernos

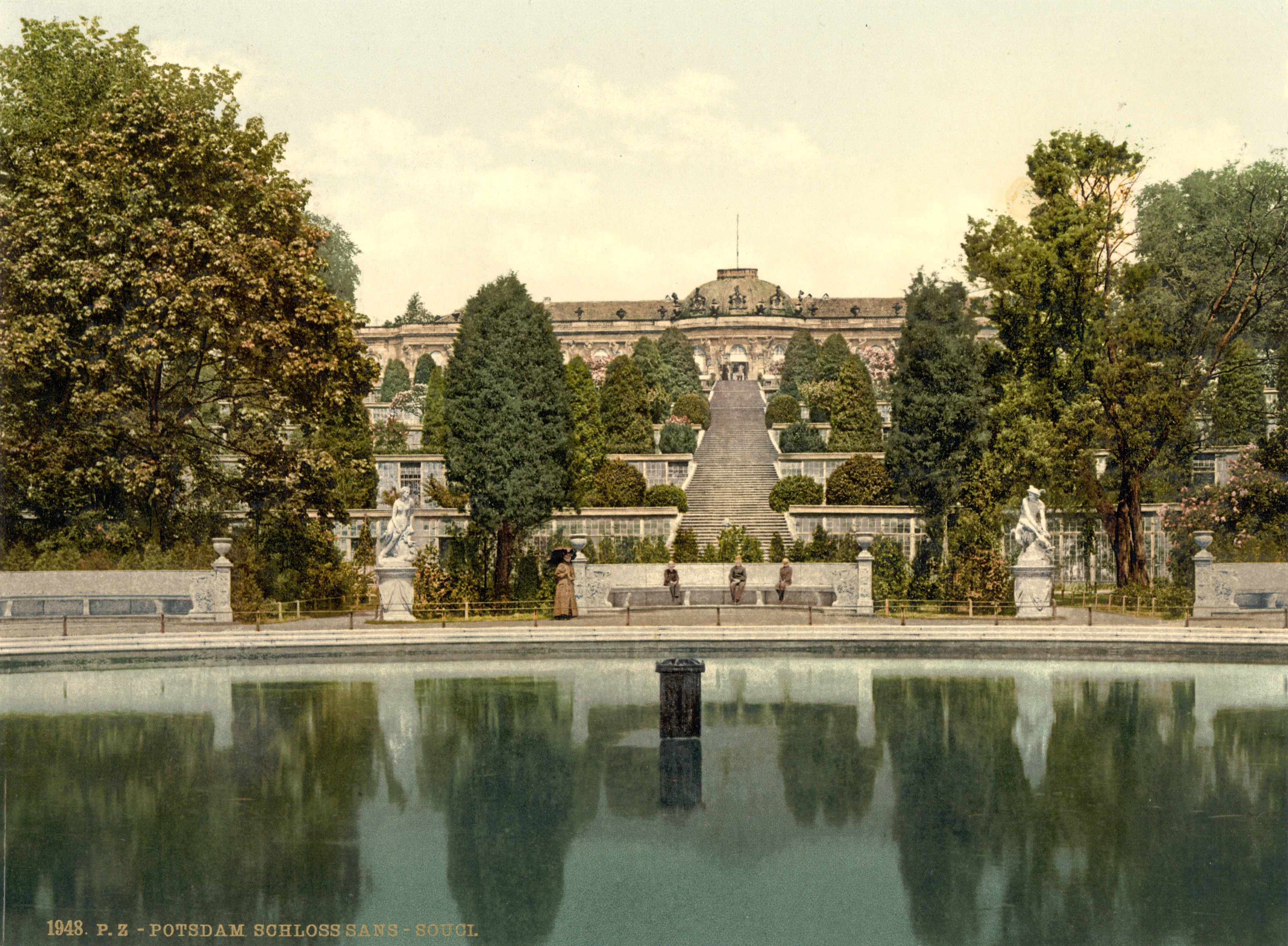
Sanssouci cerca de 1900; a vista desta época permanece inalterada.

Depois da Primeira Guerra Mundial, e apesar do final da monarquia alemã, o palácio permaneceu na posse da dinastia Hohenzollern. Mais tarde, viria a ficar sob a protecção da prussiana "Verwaltung der Staatlichen Schlösser und Gärten" (Administração Nacional dos Palácios e Jardins), a partir do dia 1 de Abril de 1927.
Quando os raides aéreos sobre Berlim começaram, no contexto da Segunda Guerra Mundial, as mais notáveis obras de arte dos antigos palácios imperiais foram transferidas, por segurança, para Rheinsberg (Brandemburgo) e Bernterode im Eichsfeld (Turíngia). A estrutura do palácio permaneceu inatacada apesar das lutas ferozes na vizinhança, em 1945. No entanto, o antigo moinho de vento, conservado no parque por Freederico para aumentar o encanto rústico, foi destruído.
Depois do final da guerra, a maior parte dos elementos que haviam sido mudados para Rheinsberg foram transferidos como espólio para a União Soviética; apenas uma pequena parte regressou ao palácio em 1958. As peças artísticas de Bernterode encontradas por soldados americanos foram, em primeiro lugar, enviadas para o "Ponto Central de Colecta de Arte", em Wiesbaden e, em 1957 foram levadas para o Schloss Charlottenburg, em Berlim Ocidental.

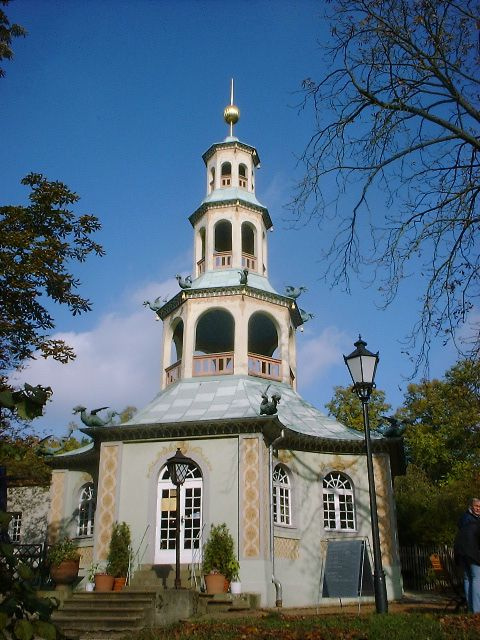
A Casa do Dragão foi construida entre 1770 e 1772 em estilo Chinoiserie na fronteira Norte do Parque de Sanssouci.

Comparado com muitos edifícios semelhantes, o palácio foi bem cuidado durante os cinquenta anos de jurisdição comunista na Alemanha de Leste. A Igreja de São Saviour, em Sacrow, e o centro de Potsdam foram negligenciados, e algumas partes do centro histórico desta última cidade chegaram a ser demolidas. O Berliner Stadtschloss (Palácio da Cidade de Berlim), o qual continha trabalhos arquitectónicos de Schinkel, Erdmannsdorff e Knobelsdorff foi igualmente demolido em 1950. Sanssouci sobreviveu intacto e, em 1986 serviu mesmo de motivo para as notas de 5 marcos. Foi o governos da Alemanha de Leste que desenvolveu esforços para colocar Sanssouci na lista do Património Mundial da Humanidade. Este seria classificado em 1990 com a seguinte citação:
O palácio e parque de Sanssouci, frequentemente descritos como o "Versalhes Prussiano", são uma síntese dos movimentos artísticos do século XVIII nas cidades e Cortes da Europa. Esse conjunto é um exemplo único de criações arquitectónicas e desenho paisagístico, de encontro ao fundo intelectual das ideias do monarca acerca do domínio.
Depois da Reunificação da Alemanha, a biblioteca de Frederico regressou, em 1992, para a sua antiga casa, em Sanssouci. Trinta e seis pinturas a óleo seguiram-na entre 1993 e 1995. Em 1995, foi formada a Fundação dos Palácios e Jardins Prussianos em Berlim-Brandemburgo. O trabalho da organização é administrar e cuidar de Sanssouci e dos outros antigos palácios imperiais em Berlim e Brandemburgo, os quais são visitados, em cada ano, por mais de dois milhões de visitantes vindos de todo o mundo.

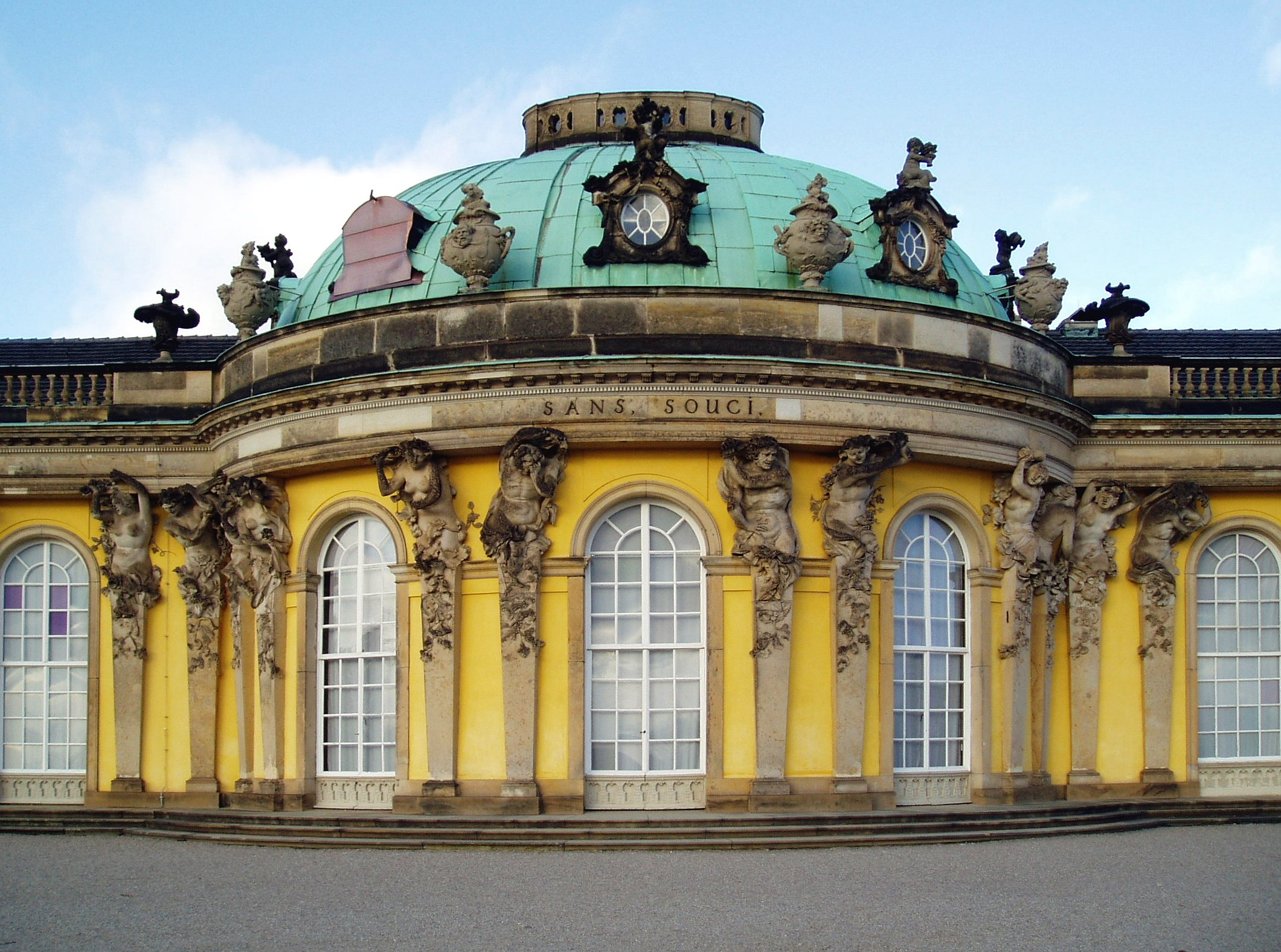
Corpo central da fachada do jardim.